# Phascum halophilum
Phascum halophilum là một loài rêu trong họ Pottiaceae. Loài này được Šmarda mô tả khoa học đầu tiên năm 1951.
Danh pháp khoa học của loài này chưa được làm sáng tỏ. 